# Le 5 leggende
Le 5 leggende (Rise of the Guardians) è un film d'animazione del 2012 prodotto dalla DreamWorks Animation, diretto da Peter Ramsey e basato sulla serie di libri I guardiani dell'infanzia e il cortometraggio L'uomo della Luna dello scrittore statunitense William Joyce.
Il film è uscito negli Stati Uniti il 21 novembre 2012 e ha incassato 306,9 milioni di dollari in tutto il mondo (contro il suo budget di 145 milioni),  ma ne ha persi circa 83 a causa dei costi di marketing e distribuzione. È stato candidato ai Golden Globe come miglior film d'animazione e agli Annie Award per il miglior film d'animazione.
È stato l'ultimo film della DreamWorks Animation ad essere distribuito dalla Paramount Pictures, sostituita a partire da I Croods (2013) dalla 20th Century Fox fino a Capitan Mutanda - Il film (2017).

## Trama
Jack Frost riemerge dalle acque di un lago ghiacciato e scopre di avere dei poteri magici. Può volare e, grazie ad un magico bastone, è in grado di creare ghiaccio e neve. Divertito, il ragazzo comincia a provare i suoi nuovi poteri e si reca in un villaggio vicino dove, però, scopre che nessuno può vederlo.
Tre secoli dopo, al Polo Nord, quartier generale di Nord, alias Babbo Natale, tutto sembra svolgersi normalmente finché il Globo, una grande sfera che mostra ogni bambino che crede nei Guardiani, viene avvolto da una nube nera che assume le sembianze di una figura che ride malignamente e scompare poco dopo. Preoccupato, Babbo Natale convoca gli altri Guardiani: Calmoniglio (il Coniglio Pasquale), Dentolina (la Fatina dei denti), e Sandman (l'Omino del sonno, qui anche chiamato Sandy). Alla riunione, Babbo Natale spiega a tutti che il perfido Pitch Black, l'Uomo nero, è tornato; gli altri tre guardiani sono scettici, in quanto egli era stato sconfitto da loro stessi tempo prima in un periodo chiamato "Secoli Bui", nel quale Pitch diffondeva il terrore dappertutto, ma, improvvisamente, l'Uomo nella Luna, un'entità astrale che comanda i guardiani, che loro che devono proclamare un nuovo Guardiano: Jack Frost.
Intanto, dopo aver fatto qualche scherzo qua e là, il ragazzo si ritrova solo e cerca di parlare con l'Uomo nella Luna, colui che lo ha creato e che, eccetto che dirgli il suo nome, non gli ha più rivolto la parola. Mentre tenta di capire perché ancora non sia riuscito a farsi vedere da nessun bambino, Jack viene inseguito e rapito dagli yeti, gli aiutanti di Babbo Natale, e dal Coniglio di Pasqua, e portato al Polo Nord. Babbo Natale comunica a Jack che è stato scelto per diventare il nuovo Guardiano: al ragazzo l'idea non piace, perché essere un Guardiano significa lavoro mentre Jack vuole divertirsi, e Babbo Natale cerca di fargli capire che quello è il suo destino e gli chiede quale sia il suo "centro", ovvero quello che lo rende speciale, cosa che però Jack ancora non sa.
Pitch intanto attacca il castello di Dentolina, rapendo tutte le sue fatine eccetto una, Dente da Latte (salvata da Jack), e rubando tutti i dentini che lì erano custoditi. Jack comprende che il suo scopo è quello di impedirle di compiere il suo lavoro, facendo sì che i bambini non trovino il soldino al posto del dente caduto e smettano di credere in lei; non capisce però perché Pitch abbia preso anche i denti, così Dentolina gli spiega che nei dentini sono racchiusi tutti i ricordi più importanti dei bambini, inclusi quelli di Jack. Capendo allora di essere stato qualcun altro prima di diventare lo Spirito dell'Inverno, Jack decide di aiutare i Guardiani così da ritrovare anche i suoi ricordi. Per salvare l'esistenza di Dentolina, i Guardiani prendono momentaneamente il posto delle fatine, ma vengono scoperti da un bambino, Jamie, che si sveglia proprio mentre i Guardiani stanno prendendo il suo dentino; nel tentativo di farlo riaddormentare, per errore si addormentano anche Babbo Natale, Calmoniglio e Dentolina. In quel momento arriva Pitch, e Jack e Sandman lo inseguono. Nel frattempo la sorella minore di Jamie, Sophie, ruba a Babbo Natale una sfera magica, uno dei suoi "globi di neve", che la porta nella tana sotterranea di Calmoniglio.
Sandman affronta gli incubi da solo, ma Pitch lo colpisce mortalmente con una sorta di freccia alle spalle e lo avvolge in una nube di incubi. Furioso, Jack si scaglia contro Pitch creando una potentissima ondata di ghiaccio che distrugge i suoi incubi e lo scaraventa lontano, riuscendo a salvare sé stesso e gli altri Guardiani che, svegliatisi, li avevano raggiunti. Il giorno dopo, al Polo Nord, si celebra il funerale di Sandman: Jack è triste e si sente inutile per non essere riuscito a salvare Sandy, ma Nord lo incoraggia facendogli notare che ha salvato loro la vita grazie al potere che ha da poco scoperto di avere, e dicendogli che Sandman sarebbe fiero di lui.
Intanto manca un giorno a Pasqua, e i Guardiani si recano nella tana di Calmoniglio per aiutarlo. Qui trovano la piccola Sophie, che sembra mettere i Guardiani un po' in difficoltà dato che da tempo non sono più abituati ad avere contatto diretto con i bambini; con uno speciale fiocco di neve, Jack fa una sorta di incantesimo a Calmoniglio che comincia a giocare con la bambina. Sophie crolla esausta dal sonno, e Jack si offre di riportarla a casa insieme a Dente da Latte. Riportata a casa la bambina, sulla strada del ritorno una voce attira l'attenzione di Jack, conducendolo verso una foresta dove vede un letto dalle doghe rotte, sotto il quale c'è un tunnel da cui proviene la voce di una bambina che lo chiama. Entratoci, Jack ritrova le fatine rapite e anche Pitch che lo stava aspettando con in mano la capsula dei dentini contenenti i suoi ricordi. L'Uomo Nero comincia a tormentarlo rivelandogli quali sono le sue paure più grandi mentre, nel frattempo, gli incubi inviati da Pitch rovinano la Pasqua, distruggendo tutte le uova e facendo sì che i bambini, non trovandole, smettano di credere in Calmoniglio, che cade in una profonda tristezza. Al suo ritorno, Nord e Dentolina, vedendo la capsula nelle mani di Jack, capiscono cosa è successo e, sentendosi traditi, si amareggiano rattristandosi per l'accaduto. Calmoniglio, infuriato, caccia Jack dal gruppo poiché, non essendo stato con loro, ha fatto sì che la Pasqua venisse distrutta.
Jack, pentitosi di essersi fidato di Pitch, si rifugia in Antartide, dove incontra nuovamente l'Uomo Nero che cerca di convincerlo di nuovo a passare dalla sua parte dicendogli che lui riesce a capirlo; Jack però non vuole, in quanto Pitch gli propone di obbligare ogni bambino a credere in loro, cosa che Jack non vuole. Allora l'Uomo Nero minaccia di uccidere Dente da Latte - che era rimasta nel suo nascondiglio - ed esige il bastone di Jack in cambio. Il ragazzo lo asseconda e gli cede il bastone, ma Pitch viola i patti, distrugge il bastone e scaraventa Jack e la fatina in un fossato insieme alle due metà del bastone. Jack si sente avvilito, finché non risente la voce della stessa bambina di prima echeggiare nell'aria, proveniente dai suoi primi dentini.
Dente da Latte lo incoraggia ad aprire la capsula: Jack apprende così che in passato era un ragazzo allegro e giocherellone che si divertiva con tutti i suoi amici. Un giorno, lui e sua sorella Emma si trovavano al centro di un grande lago ghiacciato, che lentamente si stava sciogliendo. Jack era riuscito a salvare la sorella ma lui era affogato, morendo assiderato. Per ricompensarlo del suo coraggio, l’Uomo nella Luna lo fece rinascere sotto forma di Spirito dell'Inverno, diventando ufficialmente Jack Frost. Rincuorato, Jack ora sa finalmente chi è, aggiusta il bastone grazie al potere che scopre venire da lui, e parte alla ricerca di Pitch. Prima però si reca al suo nascondiglio dove scopre che i bambini stanno smettendo di credere nei Guardiani, eccetto uno: Jamie.
Si reca allora a casa del ragazzo e, per evitare che anche lui smetta di credere, crea una grande quantità di neve. Vedendo la neve il bambino capisce che si tratta di Jack Frost, un nome che la mamma gli aveva fatto per invitarlo a stare attento al freddo; ripete due volte il nome e riesce a vedere Jack. Intanto arrivano anche Nord e Dentolina, ormai privi di forze, insieme a Calmoniglio, diventato un normalissimo coniglietto dopo la perdita dei suoi poteri, con i quali Jack si riconcilia. I Guardiani vengono però raggiunti da Pitch e comincia lo scontro. Jack sembra avere la peggio e Jamie gli confessa di avere paura; in quel momento Jack ha un flashback e si ricorda di come salvò la sua sorellina convincendola che era tutto un gioco. Così capisce finalmente qual è il suo centro: il divertimento. Lancia così una palla di neve all'Uomo Nero e questo fa dimenticare per un attimo la paura a Jamie, quindi comincia a ghiacciare tutta la strada e Jamie chiama i suoi amici, che lo seguono con la sua slitta e si divertano. A quel punto i bambini cominciano a vedere e a credere in Jack Frost e poi anche in tutti gli altri Guardiani, ma arriva anche l'Uomo Nero che domanda ai bambini se credono in lui. Jamie dice di credere che lui esista, ma anche di non avere più paura di Pitch, e lo stesso fanno i suoi amici. A questo punto, Sandman ritorna in vita, mette fuori gioco Pitch e tutti quanti cominciano a giocare, dimenticandosene. Pitch cerca di scappare, ma viene raggiunto dai guardiani, che gli dicono che se mai dovesse tornare li troverà sempre pronti ad affrontarlo. Subito dopo arrivano gli Incubi purosangue di Pitch ma stavolta nessuno dei guardiani ha paura, ad avere paura è anzi Pitch, che viene sopraffatto dalla sua stessa paura, trascinato dagli Incubi purosangue nella sua tana e lì imprigionato. A questo punto, per rendere ufficiale la cosa, Jack pronuncia il Giuramento diventando così un Guardiano.
È tempo di andare: Jack dice addio a Jamie, promettendogli che continuerà a vegliare su di lui e invitandolo a conservare nel suo cuore il ricordo dei Guardiani, e parte insieme ai suoi nuovi amici.

## Personaggi

### Guardiani
- Jackson Overland "Jack" Frost: è lo Spirito dell'Inverno e il Guardiano del Divertimento, ha più o meno 318 anni ed è il protagonista del film. Solitario, problematico e per nulla convinto di diventare uno come Nord o Calmoniglio. A dispetto di ciò, adora da sempre far divertire i bambini, giocare con loro ed evitare che si facciano male scivolando sul ghiaccio (pur senza essere visto) e spesso crea meravigliosi giochi con la propria magia. Usa come armi la neve, il gelo, il ghiaccio e può controllare il freddo a suo piacimento, inoltre è in grado di rendere felici i bambini e di farli divertire. Possiede un bastone ricurvo all'estremità che, apparentemente, è la fonte del suo potere, ma non è così. Jack riesce infatti a riparare il bastone spezzato in due da Pitch Black, e ciò significa che il potere in realtà è dentro di lui, e che il bastone serve solo a incanalarne l'energia. Nel corso della storia Jack scoprirà di essere morto per salvare sua sorella Emma e, per il suo coraggio, rinato sotto forma di Spirito dell'Inverno. È antipatico al Coniglietto di Pasqua a causa di una bufera che scatena nella Pasqua del '68, ma alla fine, dopo aver fatto sì che Jamie, l'ultimo bambino che credeva nel Coniglio, continuasse a credere (dato che perdeva sempre più fiducia), diventa il suo migliore amico. Sembra essere l'unico, insieme a Sandman, che riesca a tener testa a Pitch. Jack possiede come segni caratteristici dei capelli bianchi come la neve e le iridi invece hanno il disegno di un cristallo di ghiaccio.
- Nicolas Nord (Nicholas St. North): chiamato semplicemente Nord, è Babbo Natale, leader dei Guardiani e Guardiano della Meraviglia. Intimidatorio e impulsivo ma con un cuore d'oro, ha due tatuaggi sulle braccia: su uno c'è scritto Buono, e sull'altro Cattivo. Combatte usando due spade, e per lui nulla è impossibile. Parla con un forte accento russo ed è un grandissimo giocattolaio. Ha la capacità di aprire dei portali per il teletrasporto, possiede una slitta volante super-tecnologica ed ha ai suoi ordini un esercito di folletti e yeti, e sono questi ultimi, a dispetto di quanto si crede, a fabbricare i giocattoli, in quanto gli elfi sono troppo tonti e devono solo testarli per vedere se funzionano. Come gli altri Guardiani (tranne Calmoniglio), Nord ha fede in Jack, che nutre per lui un grande rispetto poiché lo considera quasi una figura paterna. Come gli altri Guardiani, se i bambini smettono di credere in lui, perde i poteri, indebolendosi. Il suo regno è al Polo Nord, dove fabbrica i giocattoli.
- E. Aster Calmoniglio (E. Aster Bunnymund): chiamato semplicemente Calmoniglio, è il Coniglio Pasquale e Guardiano della Speranza. È in continuo scontro con Nord perché entrambi sostengono che la propria festa sia più importante dell'altra. È australiano, spavaldo, a volte freddo, irritante e presuntuoso, imperturbabile e alto 1,85 m. Abile, scaltro, grande scavatore ed esperto di arti marziali, combatte usando dei boomerang incantati e uova di Pasqua esplosive. Possiede la capacità di aprire gallerie ovunque e nella sua tana vive un esercito di gigantesche uova di pietra. Non ama volare sulla slitta di Nord (preferisce passare nelle sue gallerie) e ce l'ha con Jack da quando questi scatenò una bufera di neve la domenica di Pasqua del 1968. Tuttavia, dopo aver scoperto che Jamie ha continuato a credere in lui grazie a Jack (quando il bambino stava per perdere la fiducia), si riappacificherà con il rivale. Come gli altri Guardiani, se i bambini smettono di credere in lui, perde i poteri diventando un semplice coniglio, conservando tuttavia la capacità di parlare. Alla fine diventerà il migliore amico di Jack e si affeziona a Sophie, la sorellina di Jamie.
- Dentolina (Toothiana "Tooth"): è la Fata del Dentino e Guardiana dei Ricordi. È metà umana e metà colibrì, raccoglie e salvaguarda i dentini dei bambini, aiutata da piccole fatine che lavorano 24 ore su 24. Elegante, dolce, materna, frizzante, sa parlare in tutte le lingue del mondo. È sempre in movimento, i suoi piedi non toccano mai terra. In più di un'occasione, come le sue fatine, dimostra di avere una cotta per Jack. Il suo è il primo regno ad essere attaccato, poiché dentro i denti che lei raccoglie sono racchiusi tutti i ricordi dei bambini, compresi quelli di Jack. Come gli altri Guardiani, se i bambini smettono di credere in lei, perde i poteri facendo sgretolare il suo regno che si trova in una montagna in Asia.
- Sanderson Mansnoozie: meglio noto come Sandy, è l'Omino del Sonno (Sandman), il Guardiano dei Sogni e il più anziano dei Guardiani. Non parla (per non disturbare i sogni dei bambini) ma comunica attraverso le immagini di sabbia dorata che gli appaiono sulla sua testa. Nonostante sia pacifico di natura è un guerriero impetuoso e combatte usando due fruste di sabbia. È con Nord e Jack il più potente dei Guardiani, oltre ad essere l'unico temuto da Pitch, infatti sa creare cose e creature di sabbia d'oro e rende veri i sogni delle persone. Con la sua sabbia inoltre, attraverso i sogni, può far tornare a credere nei Guardiani. È allegro, calmo, fantasioso e riflessivo. Vive in un regno fatto di nuvole d'oro dove regna una eterna e silenziosa notte stellata, il suo palazzo è di sabbia magica e cambia in continuazione forma e aspetto. È il primo (e unico) a soccombere nella lotta contro Pitch (anche se gli darà parecchio filo da torcere). Alla fine verrà resuscitato dal coraggio dei bambini e il suo aiuto sarà determinante contro Pitch. Nel film viene spesso chiamato amichevolmente Sandy. Ciò che lo caratterizza è il suo color sabbia/oro lucente e l’iride dei suoi occhi ha la forma di un sole.
- Pitch Black: è l'Uomo Nero, Guardiano degli Incubi e l'antagonista principale del film. Nessuno crede in lui, fu sconfitto dai Guardiani nei Secoli Bui e dopo aver dovuto sopportare per decenni che i genitori cercassero di convincere i propri figli a non credere nella sua esistenza, mentre la credenza nei Guardiani era sempre viva, ha preparato un piano per cambiare tutto ciò: far cadere il mondo nell'oscurità privando i bambini dei sogni e della loro immaginazione, cancellando completamente il ricordo dei Guardiani. Utilizza una sabbia oscura in grado anche di corrompere quella dorata di Sandman. Inoltre, in quanto ombra, è in grado di muoversi come tale, il che gli permette di scomparire e ricomparire altrove. All'interno del proprio regno, sembra capace di modificare lo spazio a suo piacimento. Durante una scena del film cercherà di convincere Jack a unirsi a lui così da rendere il mondo come loro due ("nero come Pitch e freddo come Frost"). Alla fine la sua malvagità sarà punita: a causa della sua paura, sarà trascinato via dai suoi cavalli-incubo o incubi purosangue nel suo regno, rimanendovi imprigionato. Personaggio complesso, è per certi versi simile a Jack, come lui stesso fa notare allo spirito del gelo, ma nella scena dell'Antartide si coglie qual è la profonda differenza fra di loro: entrambi soli e invisibili, perché nessuno crede in loro, Pitch si è lasciato divorare dalla rabbia e dal rancore e vuole obbligare i bambini a credere in lui tramite la paura, mentre Jack, che pure potrebbe, non vuole costringere i bambini a credere in lui e preferisce rimanere solo e sconosciuto. Non è ben chiaro se Pitch sperasse davvero che Jack si unisse a lui per avere un compagno e un amico (si può notare un'espressione di delusione e rabbia sul suo volto quando Jack rifiuta) o se lo facesse esclusivamente per opportunità, avendo Jack dimostrato di potersi opporre efficacemente ai suoi Incubi. Pitch ha una personalità vile (da notare come distrugge Sandman, colpendolo alle spalle), sarcastica e crudele e dimostra in più occasioni (la manifestazione sul globo al Polo Nord, il dialogo con Jack nel suo covo, quando intrappola Jamie e i Guardiani in un vicolo) di essere attento all'effetto scenico delle apparizioni proprie e dei propri Incubi, probabilmente per creare più paura. Solitamente lascia combattere gli Incubi, preferendo utilizzare l'astuzia, l'inganno e piani subdoli e ben congegnati. Le uniche due occasioni in cui combatte sono quando tende la trappola a Sandman e quando si trova messo alle strette al termine della battaglia finale, dimostrando di avere comunque una notevole bravura in effetti, tenendo testa a quattro Guardiani insieme. In generale, sembra che sia Sandman, l'opposto di Pitch, a fargli più paura e difatti è l'unico Guardiano che l'Uomo Nero decide di eliminare completamente, invece di attendere che scompaia come gli altri. Le sue caratteristiche invece sono (per l’appunto) l’esatto opposto di Sandman ossia il vestiario totalmente nero la pelle pallidissima e la sua iride ricorda un’eclissi totale di sole. Inoltre i suoi incubi purosangue sono un chiaro riferimento alla parola nightmare che sta appunto per incubo in inglese (night= notte; mare= cavalla).

### Altri personaggi
- L'Uomo nella Luna: è lo spirito supremo che ha dato i poteri ai Guardiani e sembra guidarli e proteggere il mondo. È lui a dare i poteri a Jack ed a sceglierlo come Guardiano. Babbo Natale sembra conoscere il suo vero nome: Manny.
- Dente Da Latte: è una delle fatine più piccole che raccolgono i denti dei bambini, l'unica che non è stata catturata da Pitch nel suo attacco al regno di Dentolina grazie a Jack, che la salva in tempo, infatti sono molto legati.
- Jamie: è l'ultimo bambino a credere nei 5 Guardiani e nelle creature magiche. A differenza dei suoi amici, che rassegnati lo invitano a non credere più, lui resiste anche quando tutto sembra perduto, e ciò darà forza ai Guardiani. La cosa da molto fastidio a Pitch, che non riuscirà mai a togliergli la Speranza. Una cosa interessante da notare in Jamie è la sua somiglianza con la sorellina di Jack Frost, questo potrebbe significare che la generazione di Jack sia continuata fino a oggi e che siano parenti di vecchia data. È il primo bambino a credere in Jack, e quando i Guardiani devono tornare nelle rispettive residenze, è l'unico a correre incontro a Jack per abbracciarlo e tentare di convincerlo a restare.
- Sophie: è la sorella minore di Jamie, che per un inconveniente dei Guardiani, entra in possesso del globo di neve di Nord e finisce nella tana di Calmoniglio. Appena il giorno prima di Pasqua, i Guardiani vanno nella tana di Calmoniglio, trovano Sophie che gioca con le uova. Alla fine, per un incantesimo di Jack, Calmoniglio comincia a giocare con Sophie, che in seguito viene riportata a casa dallo stesso Jack.
- Il topo dei denti: svolge lo stesso compito delle fatine dei denti, però in Europa.
- Emma Overland: è la sorella minore di Jackson Overland, l'identità umana di Jack Frost. La si vede comparire durante i ricordi di Jack.

## Produzione
Questo è l'ultimo film della DreamWorks ad essere distribuito dalla Paramount Pictures. Dal seguente I Croods, i nuovi film della DreamWorks verranno distribuiti dalla 20th Century Fox. La canzone nei titoli di coda Still Dream, cantata da Renée Fleming, è in parte dedicata a Mary Katherine Joyce, la figlia dell'autore del libro da cui è tratto il film, morta a causa di un cancro nel 2010 all'età di 18 anni. Katherine è stata la fonte d'ispirazione per la creazione del libro di William Joyce, quando, da piccola, chiese al padre se Babbo Natale e il Coniglio di Pasqua fossero amici.
Hugh Jackman e Dakota Goyo avevano già lavorato insieme in Real Steel. Nord, Babbo Natale, impreca esclamando nomi di compositori russi quali Šostakovič e Rimskij-Korsakov. Nella parte iniziale del film, mentre Nord lavora, si può sentire L'uccello di fuoco di Igor Stravinsky.

## Distribuzione
Il film è uscito nelle sale cinematografiche statunitensi il 21 novembre 2012 e in quelle italiane il 29 novembre 2012. Il film è stato presentato fuori concorso al Festival Internazionale del Film di Roma e proiettato in anteprima il 13 novembre 2012.
Il 28 marzo 2012 è stato distribuito il primo trailer originale del film. Il 1º aprile 2012 è stato invece distribuito il primo teaser trailer italiano, seguito il 12 luglio dal trailer definitivo.

## Accoglienza

### Incassi
Nel complesso, il film ha incassato 306.941.670$.

### Critica
La critica ha accolto in maniera positiva il film. Su Rotten Tomatoes ha un indice del gradimento del 74% sulla base di 159 critiche con un voto medio di 6.55/10, il consenso critico dichiara: “Una sorta di Avengers per le elementari, Le 5 leggende si dimostra ben animato e con un ritmo vivace, ma è solo così così nella narrazione”. Su Metacritic invece ha un punteggio del 58 su 100 basato su 37 recensioni che indica come “recensioni miste o medie”.

## Riconoscimenti
- 2012 – African-American Film Critics Association
  - Miglior film d'animazione
- 2012 – Alliance of Women Film Journalists
  - Nomination Miglior performance femminile animata a Isla Fisher
- 2012 – Awards Circuit Community Awards
  - Nomination Miglior film d'animazione a Christina Steinberg e Nancy Bernstein
- 2012 – Black Film Critics Circle Awards
  - Miglior film d'animazione
- 2012 – Critics' Choice Movie Award
  - Nomination Miglior film d'animazione
- 2012 – Golden Schmoes Awards
  - Nomination Miglior film d'animazione
- 2012 – Hollywood Film Festival
  - Miglior film d'animazione
- 2012 – Houston Film Critics Society Awards
  - Nomination Miglior film d'animazione
- 2012 – Indiana Film Journalists Association
  - Miglior film d'animazione
- 2012 – International Film Music Critics Award
  - Miglior colonna sonora a Alexandre Desplat
- 2012 – Mill Valley Film Festival
  - Miglior film per bambini a Peter Ramsey
  - Premio del Pubblico al miglior film per bambini a Peter Ramsey
- 2012 – San Diego Film Critics Society Awards
  - Nomination Miglior film d'animazione
- 2012 – Satellite Award
  - Miglior film d'animazione o a tecnica mista
- 2012 – St. Louis Film Critics Association
  - Nomination Miglior film d'animazione a Peter Ramsey
- 2012 – Visual Effects Society
  - Nomination Miglior animazione a Peter Ramsey, Nancy Bernstein, Christina Steinberg e David Prescott
  - Nomination Miglior ambiente (Polo Nord) a Eric Bouffard, Sonja Burchard, Andy Harbeck e Peter Maynez
  - Nomination Miglior simulazione d'animazione (l'ultimo Stand) a Andy Hayes, Carl Hooper, Andrew Wheeler e Stephen Wood
- 2012 – Washington DC Area Film Critics Association Awards
  - Nomination Miglior film d'animazione
- 2012 – Women Film Critics Circle Awards
  - Miglior film per la famiglia
- 2013 – Annie Award
  - Migliori effetti animati a Andy Hayes, Carl Hooper e David Lipton
  - Miglior storyboarding a Johane Matte
  - Nomination Miglior film d'animazione
  - Nomination Miglior doppiaggio a Jude Law
  - Nomination Miglior animazione dei personaggi a David Pate, Philippe Le Brun e Pierre Perifel
  - Nomination Miglior colonna sonora a Alexandre Desplat
  - Nomination Miglior scenografia
  - Nomination Miglior montaggio a Joyce Arrastia
- 2013 – Behind the Voice Actors Awards
  - Nomination Miglior doppiaggio maschile a Jude Law
- 2013 – Black Reel Awards
  - Nomination Miglior regia a Peter Ramsey
- 2013 – BMI Film & TV Award
  - Miglior colonna sonora a Alexandre Desplat
- 2013 – Cinema Audio Society
  - Nomination Miglior montaggio sonoro a Tighe Sheldon, Andy Nelson, James Bolt, Peter Cobbin e Kyle Rochlin
- 2013 – CinEuphoria Awards
  - Miglior film d'animazione internazionale
- 2013 – Eddie Award
  - Nomination Miglior montaggio in un film d'animazione a Joyce Arrastia
- 2013 – Georgia Film Critics Association
  - Nomination Miglior film d'animazione
- 2013 – Golden Globe
  - Nomination Miglior film d'animazione
- 2013 – Golden Reel Award
  - Nomination Miglior montaggio sonoro (Effetti sonori)
- 2013 – Image Award
  - Nomination Miglior regia a Peter Ramsey
- 2013 – Italian Online Movie Awards
  - Nomination Miglior film d'animazione a Peter Ramsey
- 2013 – Online Film & Television Association
  - Nomination Miglior film d'animazione a Christina Steinberg e Nancy Bernstein
- 2013 – PGA Awards
  - Nomination Miglior produttore a Nancy Bernstein e Christina Steinberg
- 2013 – World Soundtrack Awards
  - Nomination Compositore dell'anno a Alexandre Desplat